# ВК Сливен
Волейболен клуб Сливен
Волейболен клуб -Сливен е волейболният отбор на Сливен.
През 2003 г. се създава Волейболен клуб „Сливен“, който развива женски и мъжки волейбол. Клубът е ръководен от Живко Желязков и има двама треньори – Живко Желязков и Минчо Минчев.
ВК „Сливен“ е постоянен участник в държавните първенства по волейбол. Клубът е 11 пъти сребърен медалист на регионално първенство, 6 пъти бронзов и 6 пъти шампион. 7 пъти Бронзов медалист на зонално първенство, 3 пъти сребърен медалист и 14 пъти златен. Има 4 пети места, 1 четвърто и 2 шести, 3 седми, 2 трети и 1 първо места на държавни първенства.
През сезон 2014-2015 г., ВК Сливен участва в женската Суперлига и завършва на пето място за първенство и купа България. Остава единствения клуб в Сливен, който има представителен отбор състезаващ се в най-високото ниво на българския волейбол.
През състезателната 2014/15 г. отборите на момчета до 12 и 13-годишна възраст, завоюват бронзови медали на републиканското първенство!
През сезон 2015/16 момчетата от ВК Сливен до 12-годишна възраст стават шампиони в Стара Загора, само с един загубен гейм на финала от Дунав (Русе). По пътя за златото имат победи над отборите на Хан Аспарух (Исперих), ВК Омуртаг (Омуртаг), ВК Царево (Царево). 
Скромният клуб от Сливен е 19 пъти финалист на Държавни първенства в различните възрасти. Единственият клуб в историята на сливенския волейбол, който класира отбори на финали.
През 2021г.работа като треньор започва легендата на сливенския волейбол Минчо Минчев.